# Condado de Lowndes (Georgia)
El condado de Lowndes (en inglés: Lowndes County), fundado en 1825, es uno de 159 condados del estado estadounidense de Georgia. En el año 2007, el condado tenía una población de 101 790 habitantes y una densidad poblacional de 294 personas por km². La sede del condado es Valdosta. El condado recibe su nombre en honor a William Lowndes.

## Geografía
Según la Oficina del Censo, el condado tiene un área total de 1323 km² (510,8 mi²), de la cual 1306 km² (504,2 mi²) es tierra y 17 km² (6,6 mi²) (1.26%) es agua.

### Condados adyacentes
- Condado de Berrien (norte)
- Condado de Lanier (noreste)
- Condado de Echols (este)
- Condado de Hamilton (Florida) (sureste)
- Condado de Madison (Florida) (suroeste)
- Condado de Brooks (oeste)
- Condado de Cook (noroeste)

## Demografía
Según el censo de 2000, los ingresos medios por hogar en el condado eran de $32 132, y los ingresos medios por familia eran $41 580. Los hombres tenían unos ingresos medios de $28 411 frente a los $20 755 para las mujeres. La renta per cápita para el condado era de $16 683. Alrededor del 18.30% de la población estaban por debajo del umbral de pobreza.

## Transporte

### Principales carreteras
- Interestatal 75
- U.S. Route 41
- U.S. Route 84
- U.S. Route 221
- Ruta Estatal de Georgia 7
- Ruta Estatal de Georgia 31
- Ruta Estatal de Georgia 38
- Ruta Estatal de Georgia 122
- Ruta Estatal de Georgia 125
- Ruta Estatal de Georgia 376
- Ruta Estatal de Georgia 135
- Ruta Estatal de Georgia 133

## Localidades
- Dasher
- Hahira
- Lake Park
- Moody AFB
- Remerton
- Valdosta

### Áreas no incorporadas
- Barretts
- Bemiss
- Clyattville
- Minneola
- Naylor
- Twin Lakes